# Formula Renault

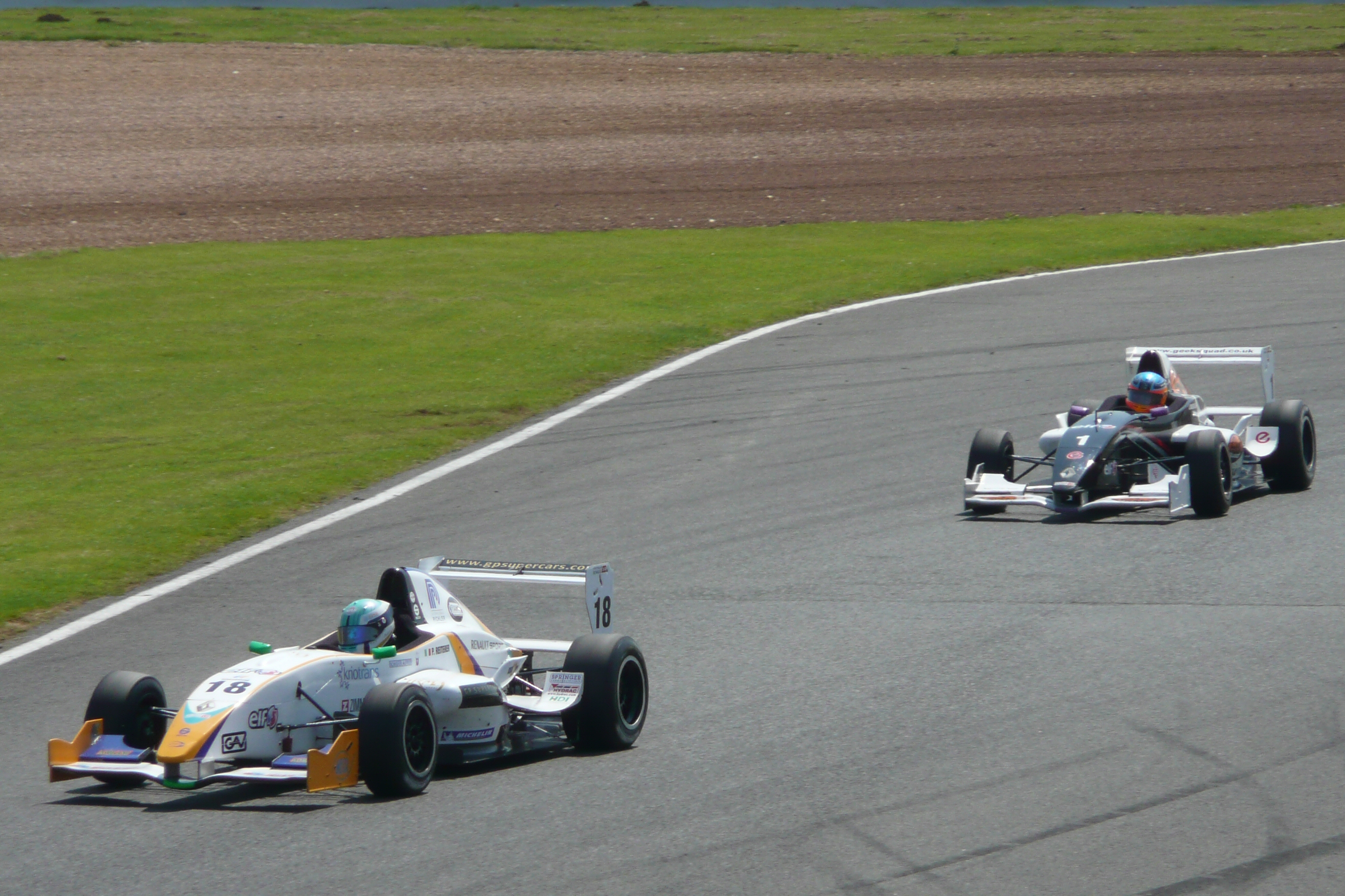
Una gara di Formula Renault 2.0 a Silverstone nel 2008

La Formula Renault è una serie automobilistica fondata nel 1971 che si svolge in Europa e altri paesi. È vista come una formula adatta per l'ingresso nel mondo dell'automobilismo sportivo. È infatti una categoria dove i piloti possono imparare i segreti delle gare prima di passare a formule superiori come la Formula 3, la Formula 2, o la Formula 1.
Renault prevede diverse categorie di monoposto: Formula Renault 1.6 e la Formula Renault 2.0.
Alla fine di ogni stagione motoristica Renault Sport dà l'opportunità ai migliori piloti della Formula Renault 2.0 di provare la 3.5L al Paul Ricard.

## Formula Renault 3.5L
La serie più vecchia della Formula Renault 3.5 fu la Formula Renault V6 Eurocup iniziata da Renault per correre come parte degli Eurosport's Racing Weekends (ETCC e il campionato FIA GT). Si corsero solo due stagioni, il 2003 e il 2004, prima che Renault lasciasse i Super Racing Weekends e si fondesse con la simile World Series by Nissan per creare la Formula Renault 3.5 Series, come parte dei World Series by Renault nel 2005.
La Formula V6 Asia iniziò nel 2006 in Asia e corse negli Asian Festival of Speed Weekends (ATCS, Formula BMW Asia e Porsche Carrera Cup Asia).
La vecchia Eurocup e la formula asiatica usavano telai Tatuus, mentre la World Series usa vetture Dallara. Il gommista è Michelin.
La quota d'iscrizione è gratis e il premio del vincitore è pari a 500.000€. Il team del vincitore dovrà pagare la quota intera, ovvero 5.000€.

### Vettura
- Motore: Renault Type V4Y RS, 60° V6, 3498 cc, 530 hp - dal 2012 Zytek ZRS03 V8, 3396 cc, 530 hp velocità massima: 300 km/h
- Telaio: Tatuus (Eurocup e Asia) o Dallara T02/T05/T08/T12 (World Series). Monoscocca in fibra di carbonio, carrozzeria in carbonio.
- Lunghezza: 5070 mm
- Larghezza: 1930 mm (72.8") massimo
- Passo: 3000–3125 mm
- Carreggiata: 1579 mm (anteriore) e 1536 mm (posteriore)
- Peso minimo: 616 kg
- Capienza serbatoio: 50 litri
- Sospensioni anteriori e posteriori con barra di torsione, push-rod, doppio ammortizzatore
- Telemetria e volante
- Cambio sequenziale, sei marce
- Ruote: pezzo di magnesio con dado centrale, 10 x 13 (anteriore) e 13 x 13 (posteriore)
- Gomme: Michelin da asciutto e da bagnato, 24 x 57 x 13 (anteriori) e 31 x 60 x 13 (posteriori)

### Campionati
| Zona/Paesi | Ultimo nome ufficiale serie                                   | Anni di attività | Gomme | Informazioni complementari                                          |
| ---------- | ------------------------------------------------------------- | ---------------- | ----- | ------------------------------------------------------------------- |
| Europa     | World Series by Nissan                                        | 1998–2004        | M     | Rimpiazzato da Formula Renault 3.5 Series.                          |
| Europa     | Formula Renault V6 Eurocup                                    | 2003–2004        | M     | Rimpiazzato da Formula Renault 3.5 Series.                          |
| Europa     | Formula Renault 3.5 Series (parte di World Series by Renault) | 2005-2017        | M     | Ha rimpiazzato World Series by Nissan e Formula Renault V6 Eurocup. |
| Asia       | Formula V6 Asia                                               | 2006–2009        | M     |                                                                     |

Una Formula Renault V6 Pan-Am fu pianificata in modo tale da iniziare nel 2005, ma in realtà non partì mai.

## Formula Renault 2.0L
Formula Renault 2.0 deriva dalla Formula Francia creata nel 1968. La categoria sua predecessore usava 1.3L (1968-1971), 1.61 (1972-1981), 1.6L turbo (1982-1988) e successivamente 1,721 cc (1989-1994), poi motori 2L 8V (1995-1999) in monoposto. La serie si trasformò nel 2000 in un 2L 16V usando monoposto della fabbrica italiana Tatuus. La serie fu introdotta in Gran Bretagna nel 1989. La Formula Renault 2.0 è vista come un passaggio chiave nella carriera di un pilota prima della Formula 3.
Il più famoso vincitore di questa Formula è Kimi Räikkönen, che arrivò in Formula 1 dopo aver vinto la Formula Renault britannica.
La quota d'iscrizione è gratis e il vincitore riceverà un premio pari a 500.000€. Il team vincitore dovrà pagare la quota intera, ovvero 30.000€.

### Vettura

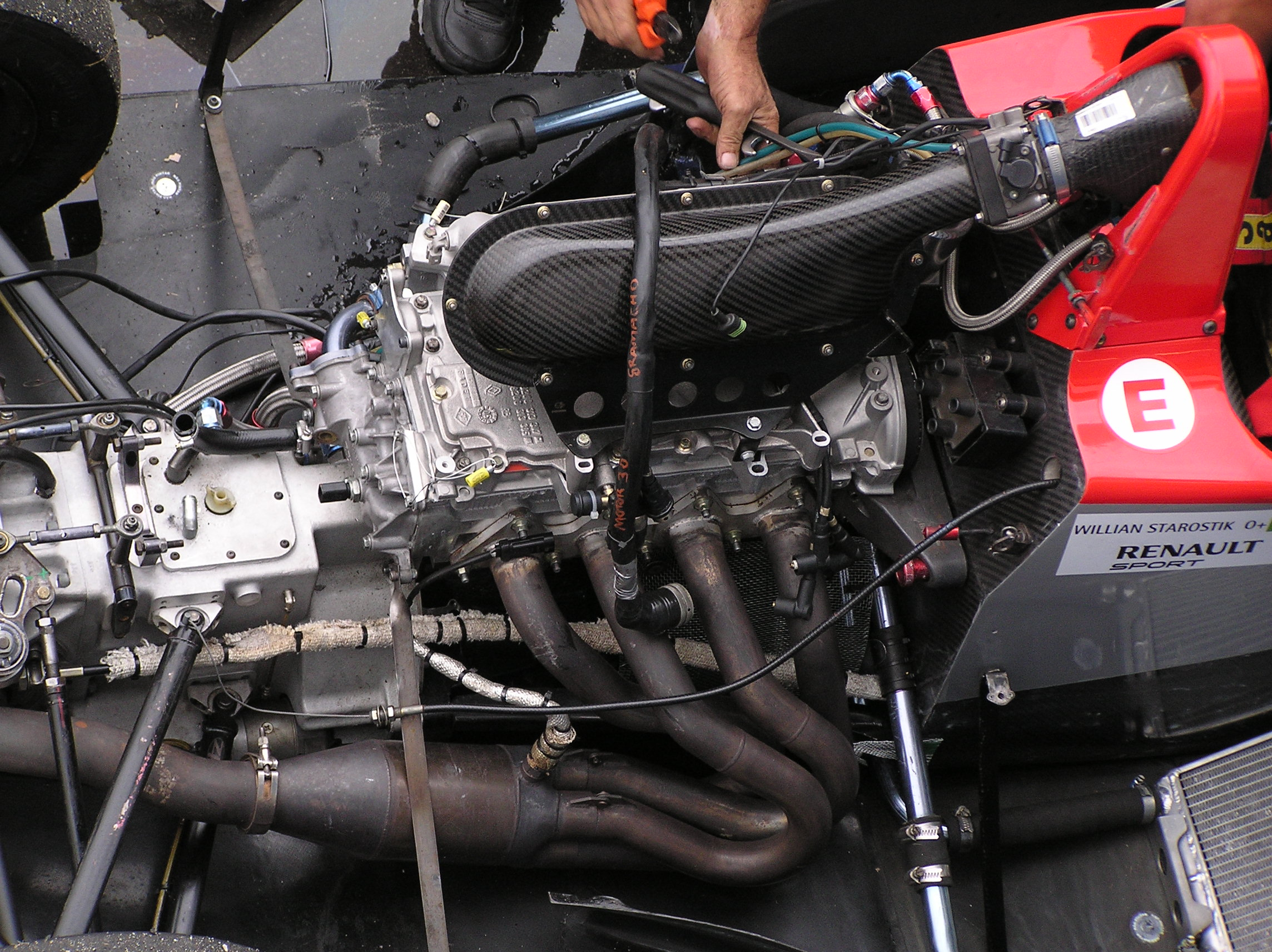
Motore "Sport type F4R FRS"

Le vetture sono monoposto con un telaio Tatuus che corrono con motori derivanti dalla Renault Clio insieme a un cambio Sadev. Il motore è derivato da quello della Renault Clio e monta un cambio da Formula 3. Queste monoposto sono in grado di compiere la progressione 0-100 mph (160 km/h) in 4.85 secondi e di frenare da 200 km/h fino a fermarsi in 4.60 secondi. La vettura Formula Renault Tatuus è la monoposto più di successo di sempre, con 10 anni di servizi e circa 1000 monoposto vendute. Ha avviato numerosi piloti a una carriera in Formula 1; nel 2009 ad esempio quindici dei venticinque piloti avevano corso con questa vettura all'inizio della propria carriera.
Per il 2010, una nuova auto, sviluppata da Barazi-Epsilon, venne utilizzata nel campionato maggiore, con la vecchia che venne invece usata nei campionati minori come la Formula Renault BARC nel Regno Unito.
- Dimensioni e peso

Interasse: 2,645 mm
Carreggiata anteriore: 1,434 mm
Carreggiata posteriore: 1,318 mm
Peso minimo: 490 kg without driver / 565 kg with driver
- Telaio

Il telaio è una monoscocca a nido d'ape in fibra di carbonio disegnato e sviluppato da Tatuus e Renault Sport. È anche approvato dalla FIA nella protezione laterale del pilota. Questo telaio fu introdotto nel 2000 e migliorato con i nuovi corpi vettura nel 2004 e 2007. Anche il telaio e il motore sono approvati dalla FIA.
- Abitacolo

XAP Display cruscotto intercambiabile
Caratteristiche di sicurezza approvate dalla FIA
Protezione laterale e in caso di ribaltamento
Piantone dello sterzo a doppia colonna, deformabile
Volante rimovibile
Cintura con fissaggio in 6 punti sulle spalle del pilota
FT3 cellula di sicurezza
Estintore di 5 kg manuale
- Motore

Il motore è Renault Sport Type-F4R-FRS 16 valvole, 4 cilindri, con una centralina Orbisoud e un convertitore catalitico costruito e sviluppato da Renault Sport.
Capacità: 1998 cc
Potenza massima: 210 bhp a 7,150 rpm
Giri motore massimi: 7,500 rpm
Velocità massima: 265 km/h
Momento torcente massimo: 22mkg (159lb.ft) at 5,500 rpm
Benzina: Dry Sump, Elf Evolution LDX 5w/40
Serbatoio: 50 litri
Candele: NGK PFR6E10
ECU: Sistema d'iniezione Magneti-Marelli MF4L
- Cambio

La Formula Renault usa un Sadev a 7 rapporti più la retromarcia, cambio sequenziale con controllo meccanico caratterizzato da tre specifici set di rapporti usando un differenziale autobloccante a basso slittamento. La frizione è idraulica, a doppio disco in cerametallic. Usa anche l'Elf Transmission LS.
- Sospensioni

Anteriore: Push-rod, controllando un singolo ammortizzatore regolabile
Posteriore: Push-rod, controllando un doppio ammortizzatore regolabile
- Freni

I freni sono formati da dischi flottanti 278 x 18 mm con pinze a 4-pistoncini e pastiglie Type-DS4003 della Ferodo. È inclusa la possibilità di regolare il rapporto tra anteriore e posteriore.
- Gomme

Anteriori: 16/53 x 13 pollici (330 mm)
Posteriore: 23/57 x 13 pollici (330 mm)
Marca: Michelin control
Eccezioni
Asia: Kumho (dal 2002)
Brasile: Pirelli (2002–2006)
Nord America: Yokohama (dal 2004)
- Ruote

Anteriori: 9 inches x 13 pollici (330 mm)
Posteriori: 10,5 inches x 13 pollici (330 mm)
Marca: OZ

### Campionati
Esistono due tipi di campionati di Formula Renault 2.0: il campionato regolare e le serie invernale (Winter Series), un campionato fuori stagione solitamente tenuto tra novembre e febbraio e composto da poche gare. Nel 2005, tutti i nomi delle serie cambiarono da Formula Renault 2000 in Formula Renault 2.0.
Esisteva anche una serie uruguaiana 2.0L, di cui José Pedro Passadores fu campione nel 2003.
| Europa             | Europa                                                                          | Europa               | Europa | Europa | Europa          | Europa |
| Zona/Paese         | Ultimo nome ufficiale della serie                                               | Anni di attività     | Gomme  | Informazioni complementari | Serie invernali |        |
| ------------------ | ------------------------------------------------------------------------------- | -------------------- | ------ | --- | --------------- | ------ |
| Alpi               | Formula Renault italiana                                                        | 2000–2010            | M      | Conosciuta anche come: Formula Renault 2.0 Italia, nome precedente: Formula Renault 2000 Italia (2000–04) | 2001-2008       |        |
| Alpi               | Formula Renault 2.0 Middle European Championship (campionato del centro Europa) | 2002–2010            | M      | Nomi precedenti: Formula Renault 2.0 svizzera, Renault Speed Trophy F2000, (LO) Formula Renault 2.0 Switzerland |                 |        |
| Alpi               | Formula Renault 2.0 Alps                                                        | 2011-2015            | M      | Creato dalla fusione tra il campionato del centro Europa e quello italiano. |                 |        |
| Alpi               | Challenge Formula Renault 2.0 Italia                                            | 2011-2012            | M      | Sostituisce la Formula Renault 2.0 Italia. Usa vetture costruite tra il 2000 e il 2009. |                 |        |
| Estonia            | Formula Renault 2.0 Estonia                                                     | 2008                 | M      | Unici campioni: Jesse Krohn e P1 Motorsport |                 |        |
| Europa             | Challenge Européen de Formule Renault                                           | 1972–1974            | M      | Sostituisce la Criterium de Formule Renault (1973–74) |                 |        |
| Europa             | Challenge de Formule Renault Europe                                             | 1975–1977            | M      | Sostituisce la Formula 3 francese |                 |        |
| Europa             | Eurocup Formula Renault 2.0 (parte del World Series by Renault)                 | dal 1991             | M      | Nomi precedenti: Rencontres Internationales de Formule Renault, Formula Renault Eurocup, Formula Renault 2000 Eurocup, Formula Renault 2000 Masters. |                 |        |
| Nord Europa        | Formula Renault 2.0 Germania                                                    | 1991–1999, 2001–2005 | M      | Unita con la Formula Renault 2.0 Paesi Bassi per creare la Formula Renault 2.0 Northern European Cup (Coppa del nord Europa). Nomi precedenti: Formula Renault 2000 Germania, Formula Renault tedesca. |                 |        |
| Nord Europa        | Formula Renault 2.0 Paesi Bassi                                                 | 1991–1995, 2003–2005 | M      | Merge with Formula Renault 2.0 Germany to create Formula Renault 2.0 Northern European Cup (Coppa del nord Europa). Nomi precedenti Formula Renault 2000 olandese. |                 |        |
| Nord Europa        | Formula Renault 2.0 Northern European Cup                                       | dal 2006             | M      | Sostituisce il campionato tedesco e quello olandese. Chiamato anche Formula Renault 2.0 NEC. |                 |        |
| Nord Europa        | Formula Renault 2.0 Northern European Cup FR2000                                | 2010                 | M      | Categoria propedeutica della Formula Renault 2.0 Northern European Cup. |                 |        |
| Portogallo         | Fórmula Júnior FR2.0 Portugal                                                   | 2008                 | M      | Unico campione: Gonçalo Araújo, campione serie invernale: James Calado | 2008            |        |
| Scandinavia        | Formula Renault 2.0 Nordic Series                                               | 2002–2006            | M      | Nome precedente: Formula Renault 2000 Scandinavia. |                 |        |
| Scandinavia        | Formula Renault 2.0 Finlandia                                                   | 2008–2010            | M      | Organizzato da AKK-Motorsport e Renault Sport Germania. |                 |        |
| Scandinavia        | Formula Renault 2.0 Svezia                                                      | 2009–2010            | M      | Organizzato da Joakim Wiedesheim e Renault Sport Svezia. |                 |        |
| Spagna             | Formula Renault spagnola                                                        | 1991–1997            | M      | Conosciuta anche come: Campeonato de España de Fórmula Renault, sostituita dalla World Series by Nissan nel 1998. |                 |        |
| Regno Unito        | Formula Renault 2.0 Regno Unito                                                 | 1989–2011            | M      | Organizzata da Renault Sport Regno Unito dal 1990, usa gomme Michelin dal 1992, è conosciuta anche come: Formula Renault britannica. Nomi precedenti: Formula Renault Sport Regno Unito (1995-99), Formula Renault 2000 Regno Unito (2000-04). | 1998-2011       |        |
| Regno Unito        | Protyre Formula Renault                                                         | dal 1995             | M      | Organizzata dal BARC. Precedentemente conosciuta come la classe FR2000 e Formula Renault BARC. | dal 2007        |        |
| Europa occidentale | Formula Renault francese                                                        | 1971–1972, 1975–2007 | M      | Conosciuta anche come: Championnat de France Formula Renault 2.0. Nomi precedenti: Critérium de Formule Renault, Championnat de Formule Renault Nationale, Championnat de France Formule Renault, Championnat de France Formule Renault Turbo, Championnat de France Formule Renault, e Championnat de France Formule Renault 2000[1], Sostituito da Formula Renault 2.0 West European Cup. |                 |        |
| Europa occidentale | Formula Renault 2.0 West European Cup                                           | 2008–2009            | M      | Rimpiazza il campionato francese. Chiamato anche Formula Renault 2.0 WEC. |                 |        |
| America            |                                                                                 |                      |        | |                 |        |
| Zona/Paese         | Ultimo nome ufficiale campionato                                                | Anni                 | Gomme  | Informazioni complementari | Serie invernale |        |
| Argentina          | Formula Renault argentina                                                       | since 1980           | P      | Usa telai Tito 02 |                 |        |
| Brasile            | Formula Renault 2.0 Brasile                                                     | 2002–2006            | P      | Nome precedente: Formula Renault 2000 Brasile. |                 |        |
| America Latina     | Formula Renault messicana                                                       | 2002–2004            | M      | Sostituita da Formula Renault 2000 de America |                 |        |
| America Latina     | Formula Renault 2000 de America                                                 | 2005–2007            | M      | Sostituisce la Formula Renault messicana. |                 |        |
| Nord America       | North American Fran Am 2000 Pro Championship                                    | 2002–2003            | M      | Sostituisce la Formula TR 2000 Pro Series. Nome precedente: Formula Renault Nord America 2000. | 2003            |        |
| Nord America       | Formula TR 2000 Pro Series                                                      | 2004–2007            | Y      | Stati Uniti, solo costa occidentale. | 2004            |        |
| Asia               |                                                                                 |                      |        | |                 |        |
| Zona/Paese         | Ultimo nome ufficiale campionato                                                | Anni                 | Gomme  | Informazioni complementari | Serie invernale |        |
| Asia               | Formula Renault Serie Asiatica                                                  | dal 2002             | K      | Premia il Formula Renault Challenge cinese includendo anche gli eventi cinesi. Premia anche il miglior pilota asiatico con la categoria Asian Challenge. |                 |        |

### Vincitori
| Anno | Europa occidentale (WEC)   | Europa               | Gran Bretagna                       | Gran Bretagna                | Europa settentrionale (NEC)               | Alps                             | Alps                           | Nordica              | Nordica              | Spagna                 | Portogallo                  | America Latina (Argentina prima del 2002) | America Latina (Argentina prima del 2002) | Brasile        | USA (Nord America prima del 2004) | Asia                                         | Cina                 |
| ---- | -------------------------- | -------------------- | ----------------------------------- | ---------------------------- | ----------------------------------------- | -------------------------------- | ------------------------------ | -------------------- | -------------------- | ---------------------- | --------------------------- | ----------------------------------------- | ----------------------------------------- | -------------- | --------------------------------- | -------------------------------------------- | -------------------- |
| Anno | Europa occidentale (WEC)   | Europa               | UK                                  | BARC                         | Europa settentrionale (NEC)               | Italia                           | Centro Europa (MEC)            | Finlandia            | Svezia               | Spagna                 | Portogallo                  | Messico                                   | Argentina                                 | Brasile        | USA (Nord America prima del 2004) | Asia                                         | Cina                 |
| 2014 | non disputato              | in corso             | non disputato                       | in corso                     | in corso                                  | in corso                         | in corso                       | non disputato        | non disputato        | non disputato          | non disputato               | non disputato                             | non disputato                             | non disputato  | non disputato                     | in corso                                     | non disputato        |
| 2013 | non disputato              | Pierre Gasly         | non disputato                       | Chris Middlehurst            | Matt Perry                                | Antonio Fuoco                    | Antonio Fuoco                  | non disputato        | non disputato        | non disputato          | non disputato               | non disputato                             | non disputato                             | non disputato  | non disputato                     | Julio Acosta (I) Jason Kang (A) Leo Wong (M) | non disputato        |
| 2012 | non disputato              | Stoffel Vandoorne    | non disputato                       | Scott Malvern                | Jake Dennis                               | Daniil Kvyat                     | Daniil Kvyat                   | non disputato        | non disputato        | non disputato          | non disputato               | non disputato                             | Merlo Carlos Javier                       | non disputato  | non disputato                     | Yosuke Yamazaki                              | non disputato        |
| 2011 | non disputato              | Robin Frijns         | Alex Lynn                           | Dino Zamparelli              | Carlos Sainz Jr.                          | Javier Tarancón                  | Javier Tarancón                | non disputato        | non disputato        | non disputato          | non disputato               | non disputato                             | Rodrigo Rogani                            | non disputato  | non disputato                     | Leopold Ringbom                              | non disputato        |
| 2010 | non disputato              | Kevin Korjus         | Tom Blomqvist Alex Lynn             | Alice Powell Josh Webster    | Ludwig Ghidi Dear Schilling               | Francesco Frisone                | Zoël Amberg                    | Miika Kunranta       | Daniel Roos          | non disputato          | non disputato               | non disputato                             | Nicolás Trosset                           | non disputato  | non disputato                     | Sandy Nicholas Stuvik                        | non disputato        |
| 2009 | Albert Costa               | Albert Costa         | Dean Smith Harry Tincknell          | Kieren Clark                 | António Félix da Costa                    | Daniel Mancinelli                | Nico Müller                    | Jukka Honkavuori     | Felix Rosenqvist     | non disputato          | non disputato               | non disputato                             | Facundo Ardusso                           | non disputato  | non disputato                     | Alon Day                                     | non disputato        |
| 2008 | Daniel Ricciardo           | Valtteri Bottas      | Adam Christodoulou James Calado     | Ollie Hancock James Theodore | Valtteri Bottas                           | Pål Varhaug Daniel Mancinelli    | Christopher Zanella            | Jesse Krohn          | non disputato        | non disputato          | Gonçalo Araújo James Calado | non disputato                             | Guido Falaschi                            | non disputato  | non disputato                     | Jim Ka To                                    | Geoffrey Kwong       |
| 2007 | Jules Bianchi              | Brendon Hartley      | Duncan Tappy Richard Singleton      | Hywel Lloyd                  | Frank Kechele                             | Mika Mäki César Ramos            | Adam Kout                      | non disputato        | non disputato        | non disputato          | non disputato               | Victor Hugo Oliveras                      | Mariano Werner                            | non disputato  | Bill Goshen                       | Pekka Saarinen                               | Pekka Saarinen       |
| 2006 | Laurent Groppi             | Filipe Albuquerque   | Sebastian Hohenthal Franck Mailleux | Ian Pearson                  | Filipe Albuquerque                        | Dani Clos Jaime Alguersuari      | Jonathan Hirschi               | Steffen Møller       | Steffen Møller       | non disputato          | non disputato               | Homero Richards                           | Mariano Werner                            | Felipe Lapenna | Carl Skerlong                     | Pekka Saarinen                               | Alexandre Imperatori |
| 2005 | Romain Grosjean            | Kamui Kobayashi      | Oliver Jarvis Junior Strous         | Nick Wilcox                  | Pekka Saarinen Renger van der Zande (NLD) | Kamui Kobayashi Atte Mustonen    | Ralph Meichtry                 | Jesper Wulff Laursen | Jesper Wulff Laursen | non disputato          | non disputato               | Germán Quiroga                            | Lucas Benamo                              | Nelson Merlo   | Seth Ingham                       | Hanss Lin                                    | Hanss Lin            |
| 2004 | Patrick Pilet              | Scott Speed          | Mike Conway Stuart Hall             | Nicky Wilson                 | Scott Speed Junior Strous (NLD)           | Pastor Maldonado Mikhail Aleshin | Nicolas Maulini                | Kasper Andersen      | Kasper Andersen      | non disputato          | non disputato               | Homero Richards                           | Ezequiel Bosio                            | Daniel Serra   | Colin Braun Junior Strous         | Hideaki Nakao                                | non disputato        |
| 2003 | Loïc Duval                 | Esteban Guerrieri    | Lewis Hamilton Jay Howard           | James Gornall                | Ryan Sharp Paul Meijer (NLD)              | Manuel Benz                      | Franck Perera Pastor Maldonado | Tom Pedersen         | Tom Pedersen         | non disputato          | non disputato               | Homero Richards                           | Maximiliano Merlino                       | Allam Khodair  | Andrew Ranger Charles Hall        | Rodolfo Ávila                                | non disputato        |
| 2002 | Alexandre Prémat           | Eric Salignon        | Danny Watts Robert Bell             | Jeremy Smith                 | Christian Klien                           | José María López Toni Vilander   | Thomas Conrad                  | Philip Andersen      | Philip Andersen      | non disputato          | non disputato               | David Martínez                            | Rafael Morgenstern                        | Sérgio Jimenez | Bruno Spengler                    | Congfu Cheng                                 | non disputato        |
| 2001 | Eric Salignon              | Augusto Farfus       | Carl Breeze Robert Bell             | Martin Wallbank              | Marcel Lasée                              | Ryan Briscoe Roberto Streit      | non disputato                  | non disputato        | non disputato        | non disputato          | non disputato               | Rafael Morgenstern                        | Rafael Morgenstern                        | non disputato  | non disputato                     | non disputato                                | non disputato        |
| 2000 | Renaud Derlot              | Felipe Massa         | Kimi Räikkönen Mark McLoughlin      | Jamie Beales                 | non disputato                             | Felipe Massa                     | non disputato                  | non disputato        | non disputato        | non disputato          | non disputato               | Esteban Guerrieri                         | Esteban Guerrieri                         | non disputato  | non disputato                     | non disputato                                | non disputato        |
| 1999 | Lucas Lassere              | Gianmaria Bruni      | Antônio Pizzonia Kimi Räikkönen     | Elliot Lewis                 | Kari Mäenpää                              | non disputato                    | non disputato                  | non disputato        | non disputato        | non disputato          | non disputato               | Mariano Acebal                            | Mariano Acebal                            | non disputato  | non disputato                     | non disputato                                | non disputato        |
| 1998 | Matthew Davies             | Bruno Besson         | Aluizio Coelho Antônio Pizzonia     | Nick Dudfield                | Hugo van der Ham                          | non disputato                    | non disputato                  | non disputato        | non disputato        | non disputato          | non disputato               | Gabriel Ponce de León                     | Gabriel Ponce de León                     | non disputato  | non disputato                     | non disputato                                | non disputato        |
| 1997 | Jonathan Cochet            | Jeffrey van Hooydonk | Marc Hynes                          | Peter Clarke                 | Robert Lechner                            | non disputato                    | non disputato                  | non disputato        | non disputato        | Polo Villaamil         | non disputato               | Mauro Fartuszek                           | Mauro Fartuszek                           | non disputato  | non disputato                     | non disputato                                | non disputato        |
| 1996 | Sébastien Enjolras         | Enrique Bernoldi     | David Cook                          | Ian Astley                   | Alexander Müller                          | non disputato                    | non disputato                  | non disputato        | non disputato        | Bruno Correia          | non disputato               | Martín Basso                              | Martín Basso                              | non disputato  | non disputato                     | non disputato                                | non disputato        |
| 1995 | Cyrille Sauvage            | Cyrille Sauvage      | Guy Smith                           | David Henderson              | Ralf Druckenmüller                        | non disputato                    | non disputato                  | non disputato        | non disputato        | Javier Díaz            | non disputato               | Brian Smith                               | Brian Smith                               | non disputato  | non disputato                     | non disputato                                | non disputato        |
| 1994 | Stéphane Sarrazin          | James Matthews       | James Matthews                      | non disputato                | Marcel Tiemann                            | non disputato                    | non disputato                  | non disputato        | non disputato        | Javier Díaz            | non disputato               | Guillermo Di Giacinti                     | Guillermo Di Giacinti                     | non disputato  | non disputato                     | non disputato                                | non disputato        |
| 1993 | David Dussau               | Olivier Couvreur     | Ivan Arias                          | non disputato                | Arnd Meier                                | non disputato                    | non disputato                  | non disputato        | non disputato        | David Bosch            | non disputato               | Juan Manuel Silva                         | Juan Manuel Silva                         | non disputato  | non disputato                     | non disputato                                | non disputato        |
| 1992 | Jean-Philippe Belloc       | Pedro de la Rosa     | Pedro de la Rosa                    | non disputato                | Thomas Wöhrle                             | non disputato                    | non disputato                  | non disputato        | non disputato        | Ricardo García Galiano | non disputato               | Norberto Della Santina                    | Norberto Della Santina                    | non disputato  | non disputato                     | non disputato                                | non disputato        |
| 1991 | Olivier Couvreur           | Jason Plato          | Bobby Verdon-Roe                    | non disputato                | Joachim Beule Frank ten Wolde (NLD)       | non disputato                    | non disputato                  | non disputato        | non disputato        | Antonio Albacete       | non disputato               | Omar Martínez                             | Omar Martínez                             | non disputato  | non disputato                     | non disputato                                | non disputato        |
| 1990 | Emmanuel Collard           | non disputato        | Thomas Erdos                        | non disputato                | non disputato                             | non disputato                    | non disputato                  | non disputato        | non disputato        | non disputato          | non disputato               | Omar Martínez                             | Omar Martínez                             | non disputato  | non disputato                     | non disputato                                | non disputato        |
| 1989 | Olivier Panis              | non disputato        | Neil Riddiford                      | non disputato                | non disputato                             | non disputato                    | non disputato                  | non disputato        | non disputato        | non disputato          | non disputato               | Sergio Solmi                              | Sergio Solmi                              | non disputato  | non disputato                     | non disputato                                | non disputato        |
| 1988 | Ludovic Faure              | non disputato        | non disputato                       | non disputato                | non disputato                             | non disputato                    | non disputato                  | non disputato        | non disputato        | non disputato          | non disputato               | Luis Belloso                              | Luis Belloso                              | non disputato  | non disputato                     | non disputato                                | non disputato        |
| 1987 | Claude Degremont           | non disputato        | non disputato                       | non disputato                | non disputato                             | non disputato                    | non disputato                  | non disputato        | non disputato        | non disputato          | non disputato               | Daniel Neviani                            | Daniel Neviani                            | non disputato  | non disputato                     | non disputato                                | non disputato        |
| 1986 | Érik Comas                 | non disputato        | non disputato                       | non disputato                | non disputato                             | non disputato                    | non disputato                  | non disputato        | non disputato        | non disputato          | non disputato               | Gabriel Furlán                            | Gabriel Furlán                            | non disputato  | non disputato                     | non disputato                                | non disputato        |
| 1985 | Éric Bernard               | non disputato        | non disputato                       | non disputato                | non disputato                             | non disputato                    | non disputato                  | non disputato        | non disputato        | non disputato          | non disputato               | Miguel Angel Etchegaray                   | Miguel Angel Etchegaray                   | non disputato  | non disputato                     | non disputato                                | non disputato        |
| 1984 | Yannick Dalmas             | non disputato        | non disputato                       | non disputato                | non disputato                             | non disputato                    | non disputato                  | non disputato        | non disputato        | non disputato          | non disputato               | Néstor Guerini                            | Néstor Guerini                            | non disputato  | non disputato                     | non disputato                                | non disputato        |
| 1983 | Jean-Pierre Hoursourigaray | non disputato        | non disputato                       | non disputato                | non disputato                             | non disputato                    | non disputato                  | non disputato        | non disputato        | non disputato          | non disputato               | Néstor Guerini                            | Néstor Guerini                            | non disputato  | non disputato                     | non disputato                                | non disputato        |
| 1982 | Gilles Lempereur           | non disputato        | non disputato                       | non disputato                | non disputato                             | non disputato                    | non disputato                  | non disputato        | non disputato        | non disputato          | non disputato               | Roberto Urretavizcaya                     | Roberto Urretavizcaya                     | non disputato  | non disputato                     | non disputato                                | non disputato        |
| 1981 | Philippe Renault           | non disputato        | non disputato                       | non disputato                | non disputato                             | non disputato                    | non disputato                  | non disputato        | non disputato        | non disputato          | non disputato               | Carlos Lauricella                         | Carlos Lauricella                         | non disputato  | non disputato                     | non disputato                                | non disputato        |
| 1980 | Denis Morin                | non disputato        | non disputato                       | non disputato                | non disputato                             | non disputato                    | non disputato                  | non disputato        | non disputato        | non disputato          | non disputato               | Victor Rosso                              | Victor Rosso                              | non disputato  | non disputato                     | non disputato                                | non disputato        |
| 1979 | Alain Ferté                | non disputato        | non disputato                       | non disputato                | non disputato                             | non disputato                    | non disputato                  | non disputato        | non disputato        | non disputato          | non disputato               | non disputato                             | non disputato                             | non disputato  | non disputato                     | non disputato                                | non disputato        |
| 1978 | Philippe Alliot            | non disputato        | non disputato                       | non disputato                | non disputato                             | non disputato                    | non disputato                  | non disputato        | non disputato        | non disputato          | non disputato               | non disputato                             | non disputato                             | non disputato  | non disputato                     | non disputato                                | non disputato        |
| 1977 | Joel Gouhier               | Alain Prost          | non disputato                       | non disputato                | non disputato                             | non disputato                    | non disputato                  | non disputato        | non disputato        | non disputato          | non disputato               | non disputato                             | non disputato                             | non disputato  | non disputato                     | non disputato                                | non disputato        |
| 1976 | Alain Prost                | Didier Pironi        | non disputato                       | non disputato                | non disputato                             | non disputato                    | non disputato                  | non disputato        | non disputato        | non disputato          | non disputato               | non disputato                             | non disputato                             | non disputato  | non disputato                     | non disputato                                | non disputato        |
| 1975 | Christian Debias           | René Arnoux          | non disputato                       | non disputato                | non disputato                             | non disputato                    | non disputato                  | non disputato        | non disputato        | non disputato          | non disputato               | non disputato                             | non disputato                             | non disputato  | non disputato                     | non disputato                                | non disputato        |
| 1974 | non disputato              | Didier Pironi        | non disputato                       | non disputato                | non disputato                             | non disputato                    | non disputato                  | non disputato        | non disputato        | non disputato          | non disputato               | non disputato                             | non disputato                             | non disputato  | non disputato                     | non disputato                                | non disputato        |
| 1973 | non disputato              | René Arnoux          | non disputato                       | non disputato                | non disputato                             | non disputato                    | non disputato                  | non disputato        | non disputato        | non disputato          | non disputato               | non disputato                             | non disputato                             | non disputato  | non disputato                     | non disputato                                | non disputato        |
| 1972 | Jacques Laffite            | Alain Cudini         | non disputato                       | non disputato                | non disputato                             | non disputato                    | non disputato                  | non disputato        | non disputato        | non disputato          | non disputato               | non disputato                             | non disputato                             | non disputato  | non disputato                     | non disputato                                | non disputato        |
| 1971 | Michel Leclère             | non disputato        | non disputato                       | non disputato                | non disputato                             | non disputato                    | non disputato                  | non disputato        | non disputato        | non disputato          | non disputato               | non disputato                             | non disputato                             | non disputato  | non disputato                     | non disputato                                | non disputato        |
| 1970 | François Lacarrau          | non disputato        | non disputato                       | non disputato                | non disputato                             | non disputato                    | non disputato                  | non disputato        | non disputato        | non disputato          | non disputato               | non disputato                             | non disputato                             | non disputato  | non disputato                     | non disputato                                | non disputato        |
| 1969 | Denis Dayan                | non disputato        | non disputato                       | non disputato                | non disputato                             | non disputato                    | non disputato                  | non disputato        | non disputato        | non disputato          | non disputato               | non disputato                             | non disputato                             | non disputato  | non disputato                     | non disputato                                | non disputato        |
| 1968 | Max Jean                   | non disputato        | non disputato                       | non disputato                | non disputato                             | non disputato                    | non disputato                  | non disputato        | non disputato        | non disputato          | non disputato               | non disputato                             | non disputato                             | non disputato  | non disputato                     | non disputato                                | non disputato        |

La maggioranza dei vincitori della Formula Renault hanno poi avuto una brillante carriera nel motosport, il più famoso è Alain Prost che vinse quattro campionati di Formula 1 nella sua carriera. Altri piloti che hanno vinto almeno un Gran Premio sono René Arnoux, Didier Pironi, Kimi Räikkönen, Felipe Massa e Lewis Hamilton.

## Formula Renault 1.6L
Questa Formula Renault è riservata ai piloti tra i 14 e i 21 anni che hanno corso in precedenza nei kart.

### Vettura
Le auto usano un motore Renault K4M 1598cc.

### Campionati
| Europa             | Europa                                             | Europa          | Europa | Europa | Europa |
| Zona/Paese         | Ultimo nome ufficiale campionato                   | Anni d'attività | Gomme  | Informazioni complementari |        |
| ------------------ | -------------------------------------------------- | --------------- | ------ | --- | ------ |
| Belgio             | Formula Renault 1.6 Belgio                         | 2003–2007       | M      | Nomi precedenti: Formula Renault 1600 Belgio. Regolamentata da Royal Automobile Club of Belgium. |        |
| Francia            | F4 Eurocup 1.6 (parte del World Series by Renault) | dal 1993        | M      | Nomi precedenti: Championnat de France FFSA Formule Campus Renault Elf, Formul'Academy Euro Series. La serie è gestita da La Filière Elf dal 1993, La Filière FFSA dal 2001 e da Auto Sport Academy, basato vicino al circuito di Le Mans dal 2008. |        |
| Italia             | Formula Junior 1.6 powered by Renault              | 2002–2006       | M      | Nomi precedenti: Formula Junior 1600 by Renault. Nel 2007, fu rimpiazzato dalla Formula Monza 1.6 e 1.2 motorizzato dalla Fiat. |        |
| Spagna             | Formula Renault 1.6 Spagna                         | 2002–2004       | M      | Nome precedente: Formula Junior 1600 Spagna |        |
| Europa occidentale | Formula Renault 1.6 NEC Junior                     | dal 2012        | K      | |        |
| America            |                                                    |                 |        | |        |
| Zona/Paese         | Ultimo nome ufficiale campionato                   | Anni d'attività | Gomme  | Informazioni complementari |        |
| Argentina          | Formula Renault Elf 1.6 Argentina                  | dal 1980        | M      | Le Formula usano diversi telai come il Crespi Tulia XXV e il Tito 01. Le corse si tengono durante il TC 2000 dal 2001. |        |
| America Latina     | Formula Junior 1600                                | 2005–2007       | M      | |        |
| Nord America       | Fran Am 1600 Pro Championship nordamericana        | 2002–2003       | M      | Sostituita dalla Formula TR 1600 Pro Series |        |
| Nord America       | Formula TR 1600 Pro Series                         | 2004–2007       | Y      | Tenuta solo sulla costa occidentale. |        |

### Vincitori
| Anno | Argentina               | Francia            | Belgio            | Italia                             | America Latina       | Nord America     | Spagna                |
| ---- | ----------------------- | ------------------ | ----------------- | ---------------------------------- | -------------------- | ---------------- | --------------------- |
| 2010 | Nicolás Trosset         | Stoffel Vandoorne  |                   | Davide Forlan                      |                      |                  |                       |
| 2009 | Facundo Ardusso         | Benjamin Bailly    |                   | Lorenzo Albanesi                   |                      |                  |                       |
| 2008 | Guido Falaschi          | Arthur Pic         |                   | Paulo Sante                        |                      |                  |                       |
| 2007 | Mariano Werner          | Jean-Éric Vergne   | Karline Stala     |                                    | Gerardo Nieto        | Ryan Booth       |                       |
| 2006 | Mariano Werner          | Kevin Estre        | Craig Dolby       | Augusto Scalbi                     | Juan Esteban Jacobo  | Parker Kligerman |                       |
| 2005 | Lucas Benamo            | Jean Karl Vernay   | Pierre Sevrin     | Pasquale Di Sabatino Davide Ruzzon | Alfonso Toledano Jr. | Carl Skerlong    |                       |
| 2004 | Ezequiel Bosio          | Jacky Ferré        | Maxime Soulet     | Michael Herck                      |                      | Marco Andretti   | Michael Herck         |
| 2003 | Maximiliano Merlino     | Laurent Groppi     | Jérôme d'Ambrosio | Marino Spinozzi Domenico Capuano   |                      | Colin Braun      | Juan Antonio del Pino |
| 2002 | Rafael Morgenstern      | Loïc Duval         |                   | Andrea Barbieri                    |                      | Tim Barber       | Adrián Vallés         |
| 2001 | Rafael Morgenstern      | Bruce Lorgeré-Roux |                   |                                    |                      |                  |                       |
| 2000 | Esteban Guerrieri       | Stéphane Morat     |                   |                                    |                      |                  |                       |
| 1999 | Mariano Acebal          | Adam Jones         |                   |                                    |                      |                  |                       |
| 1998 | Gabriel Ponce de León   | Westley Barber     |                   |                                    |                      |                  |                       |
| 1997 | Mauro Fartuszek         | Marcel Costa       |                   |                                    |                      |                  |                       |
| 1996 | Martín Basso            | Philippe Benoliel  |                   |                                    |                      |                  |                       |
| 1995 | Brian Smith             | Renaud Malinconi   |                   |                                    |                      |                  |                       |
| 1994 | Guillermo Di Giacinti   | Franck Montagny    |                   |                                    |                      |                  |                       |
| 1993 | Juan Manuel Silva       | Sébastien Philippe |                   |                                    |                      |                  |                       |
| 1992 | Norberto Della Santina  |                    |                   |                                    |                      |                  |                       |
| 1991 | Omar Martínez           |                    |                   |                                    |                      |                  |                       |
| 1990 | Omar Martínez           |                    |                   |                                    |                      |                  |                       |
| 1989 | Sergio Solmi            |                    |                   |                                    |                      |                  |                       |
| 1988 | Luis Belloso            |                    |                   |                                    |                      |                  |                       |
| 1987 | Daniel Neviani          |                    |                   |                                    |                      |                  |                       |
| 1986 | Gabriel Furlán          |                    |                   |                                    |                      |                  |                       |
| 1985 | Miguel Angel Etchegaray |                    |                   |                                    |                      |                  |                       |
| 1984 | Néstor Gurini           |                    |                   |                                    |                      |                  |                       |
| 1983 | Néstor Gurini           |                    |                   |                                    |                      |                  |                       |
| 1982 | Roberto Urretavizcaya   |                    |                   |                                    |                      |                  |                       |
| 1981 | Carlos Lauricella       |                    |                   |                                    |                      |                  |                       |
| 1980 | Victor Rosso            |                    |                   |                                    |                      |                  |                       |

- I piloti e le bandiere in piccolo rappresentano i vincitori delle serie invernali.
- Nel 2007 in Belgio, Karline Stala fu la prima donna a vincere un campionato in monoposto[14]. Fu invitata a provare una Formula Renault 3.5L al Paul Ricard nel novembre 2007 insieme ai migliori piloti 2.0L e 3.5L.

## Altre Formula Renault
L'Argentina organizza diversi campionati di Formula Renault da 2.0L:
- Fórmula Renault Plus (dal 2007) con motori KM4 derivati dalla Renault Clio (1598cc).
- Fórmula Renault Interprovencial (dal 2007) con motori 1.397 cc[15]
- Fórmula 4 Nacional (nel 2007)con motori Renault K4M (1598cc) e con potenza più bassa rispetto alla serie ufficiale 1.6L. I team possono scegliere il costruttore del telaio. Le gare si tengono durante i weekend di TC 2000.
- Fórmula 4 Metropolitana (dal 2008) con motori Renault K4M (1598cc) e sostituisce la Fórmula 4 Nacional series. I team possono scegliere il costruttore del telaio.
- Fórmula Super Renault con telai Dallara, Reynard, Ralt o TOM'S e motori Renault 21, 18 o F3R 2.0L[16]. Nel 2005, il campionato non fu tenuto a causa della scarsa partecipazione[17].

Nel 2008, fu creata la Formula 2000 Light. La serie si tiene in Italia con i telai Tatuus della Formula Renault o della Formula 3. Lo stesso anno vide l'introduzione del LATAM Challenge Series, categoria latinoamericana. L'Austria Formel Renault Cup si è tenuta fino al 2007 in Europa Centrale. Questa serie fu tenuta e organizzata con l'Austria Formula 3 Cup e usa le Formula Renault 2.0L. La Formula Renault 2.0 North European Zone fu introdotta nel 2008.
Il 2008 fu la prima e ultima stagione della Formula Asia 2.0. Il suo scopo era portare più corse nella regione asiatica, offrendo a più piloti l'opportunità di correre e salire di livello. La serie usava motori Renault con telai Tatuus e gomme Michelin.

### Vincitori
Per i vincitori delle GP Series, guardare le pagine di GP2 Series, GP2 Asia Series e GP3 Series.
| Anno | Austria Formel Renault Cup | Formule Renault 2.0 North European Zone | Formula 2000 Light                | Formula Asia 2.0 | Fórmula Super Renault/ Renault Plus | Fórmula 4 Metropolitana/ Nacional | Fórmula Interprovencial | LATAM Challenge Series |
| ---- | -------------------------- | --------------------------------------- | --------------------------------- | ---------------- | ----------------------------------- | --------------------------------- | ----------------------- | ---------------------- |
| 2010 | Grégory Striebig           | Daniel Roos                             | Stefano Turchetto Adolfo Bottura  | TBA              | TBA                                 | TBA                               | TBA                     | TBA                    |
| 2009 | Vanaselja Tönis            | Felix Rosenqvist                        | Thiemo Storz (1) Francisco Weiler | non disputato    | Alan Castellano                     | Emiliano González                 | Darío Elisei            | André Solano           |
| 2008 | Grégory Striebig           | Jesse Krohn                             | Mario Bertolotti Martin Scuncio   | Felix Rosenqvist | Mario Gerbaldo                      | Alan Castellano                   | Fabricio Fernandez      | Giancarlo Serenelli    |
| 2007 | Grégory Striebig           | non disputato                           | non disputato                     | non disputato    | Esteban Sarry                       | Francesco Troncoso (N)            | Alejandro Pancello      | non disputato          |
| 2006 | non disputato              | non disputato                           | non disputato                     | non disputato    | Eric Borsini                        | non disputato                     | non disputato           | non disputato          |
| 2005 | non disputato              | non disputato                           | non disputato                     | non disputato    | non disputato                       | non disputato                     | non disputato           | non disputato          |
| 2004 | non disputato              | non disputato                           | non disputato                     | non disputato    | Ivo Perabó                          | non disputato                     | non disputato           | non disputato          |
| 2003 | non disputato              | non disputato                           | non disputato                     | non disputato    | Federico Lifschitz                  | non disputato                     | non disputato           | non disputato          |
| 2002 | non disputato              | non disputato                           | non disputato                     | non disputato    | Matías Rossi                        | non disputato                     | non disputato           | non disputato          |
| 2001 | non disputato              | non disputato                           | non disputato                     | non disputato    | ?                                   | non disputato                     | non disputato           | non disputato          |
| 2000 | non disputato              | non disputato                           | non disputato                     | non disputato    | ?                                   | non disputato                     | non disputato           | non disputato          |
| 1999 | non disputato              | non disputato                           | non disputato                     | non disputato    | ?                                   | non disputato                     | non disputato           | non disputato          |
| 1998 | non disputato              | non disputato                           | non disputato                     | non disputato    | ?                                   | non disputato                     | non disputato           | non disputato          |
| 1997 | non disputato              | non disputato                           | non disputato                     | non disputato    | Christian Ledesma                   | non disputato                     | non disputato           | non disputato          |

- (N) : La Fórmula 4 Nacional si è tenuta solo nel 2007.
- (1) = Thiemo Storz finì secondo, ma Pierluigi Veronesi, il campione della serie, usava una Dallara di Formula 3.